# Pseudo-Bles

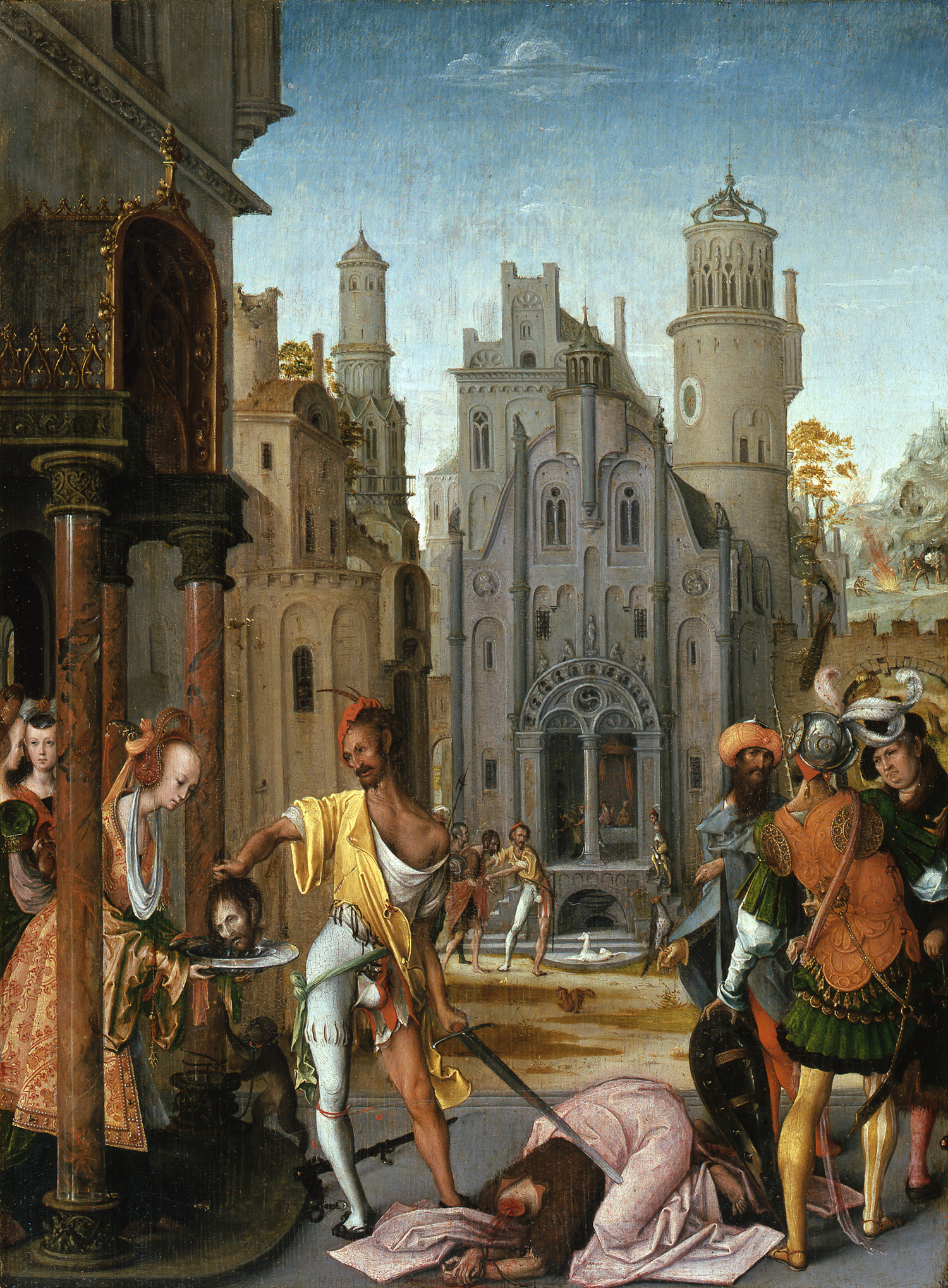
Pseudo-Bles: Die Enthauptung Johannes des Täufers, Öl auf Holz, Berlin, Staatliche Museen Preußischer Kulturbesitz

Als Pseudo-Bles wird ein flämischer Maler bezeichnet, der um 1520 in Antwerpen tätig war. Die ihm zugerechneten Werke machen ihn zu einem der Hauptvertreter eines Stils, den die in der Kunsthistorik unter dem Begriff Antwerpener Manieristen zusammengefassten Mitglieder der Antwerpener Lukasgilde zum Beginn des 16. Jahrhunderts vertraten. Diese Maler stehen am Übergang der Gotik in die Renaissance.

## Namensgebung
Pseudo-Bles erhielt seinen Notnamen nach einer Signatur Henricus Blesius f., nach der ein Bild der Anbetung der Könige in der Alten Pinakothek von München dem Hendrick met de Bles zugeordnet war. Im Laufe der Zeit wurden Bles um diese Anbetung weitere Bilder zugeschrieben. Jedoch stellte sich die Signatur 1911 als nicht richtig heraus und wurde als später hinzugefügt und nicht wirklich nachweisbar ausgewiesen. Auch die von Karel van Mander für Bles als Meisterzeichen überlieferte Eule, die auf Bildern zu finden war überzeugte nicht, dass alle die um die Münchner Anbetung geordneten Bilder wirklich von Bles stammten. 
Der Kunsthistoriker Max J. Friedländer ließ dann das Bild der Anbetung stilistisch als das Kernwerk einer von ein und demselben Meister geschaffenen Gruppe von Werken bestehen. Um diesen Künstler von dem wirklichen Bles zu unterscheiden, schuf er den Namen Pseudo-Bles. In der Kunstgeschichte wurde dann nicht nur von Friedländer weiter untersucht, welche dieser Bilder von Pseudo-Bles oder auch von anderen Maler der Manieristen und ihrem Umkreis stammen.